# Elizabeth LeCompte
Pour les articles homonymes, voir Lecompte et Le Compte.
Elizabeth LeCompte, née le 28 avril 1944, est une metteuse en scène américaine d’origine française de théâtre expérimental, de danse et de médias. Membre fondateur du Wooster Group, elle dirige cet ensemble depuis son émergence à la fin des années 1970.

## Biographie et carrière
Elizabeth LeCompte naît et grandit dans le New Jersey. Elle obtient un baccalauréat ès sciences en beaux-arts du Skidmore College. Elle rencontre le réalisateur et acteur Willem Dafoe au Performance Group et commence avec lui une relation professionnelle et personnelle. Leur fils, Jack, naît en 1982.
Avec The Wooster Group, elle compose, conçoit et réalise plus de quarante œuvres pour le théâtre, la danse, le cinéma et la vidéo, à commencer par Sakonnet Point en 1975. Ces œuvres mêlent de manière caractéristique la performance aux technologies multimédias et sont fortement influencées par les arts visuels et l'architecture historiques et contemporains. Elle est connue à la fois pour démonter et retravailler des classiques tels que Hamlet, The Emperor Jones et The Hairy Ape, ainsi que pour construire de nouvelles œuvres à partir de rien.
Avant de travailler avec The Wooster Group, elle a été membre de la compagnie de théâtre expérimental The Performance Group de 1970 à 1975. Par la suite, Elizabeth LeCompte et Spalding Gray fondent The Wooster Group, avec Jim Clayburgh, Willem Dafoe, Peyton Smith, Kate Valk et Ron Vawter. Pour son travail avec ces groupes, elle est reprise dans le volume 2004 de Mitter et Shevtsova, qui traite de cinquante metteurs en scène influents à travers le monde. D'autres auteurs l'incluent constamment dans la lignée des artistes expérimentaux de théâtre qui passe par Meyerhold et Grotowski jusqu'à la génération actuelle de créateurs de théâtre « postdramatiques »,. Comme l'a dit un écrivain new-yorkais : « Les sommités de l'avant-garde théâtrale — parmi eux Richard Foreman, Robert Wilson et Peter Sellars — la décrivent comme la première parmi ses pairs ».
Elizabeth LeCompte donne aussi des conférences et enseigne à l'American University, à l'Art Institute à Chicago, à l'Université Columbia, au Connecticut College, au Lincoln Center Theatre Directors Lab, au Massachusetts Institute of Technology, à l'Université de New York, à l'Université Northeastern, au O'Neill Center, au Smith College, à l'Université de Londres et à la Yale School of Drama. En 2018, les critiques du New York Times classent House / Lights comme étant la seizième plus grande pièce américaine depuis Angels in America.

## Prix
Parmi ses distinctions, LeCompte a reçu la National Endowment for the Arts Distinguished Artists Fellowship for Lifetime Achievement in the American Theatre, la MacArthur Fellowship, une bourse Guggenheim, une bourse de la Fondation Rockefeller, une bourse d'artistes des États-Unis, un prix Anonymous Was A Woman, le prix du praticien de théâtre du Theatre Communications Group, la médaille Skowhegan pour la performance, un artiste de performance de la Doris Duke Charitable Foundation Prix  et doctorats honorifiques de la New School for Social Research et du California Institute of the Arts. Elle a été incluse dans la Biennale de Whitney en 1993. Elle a remporté le prix Dorothy et Lillian Gish 2016. Elle est aussi chevalier des Arts et des Lettres du ministère de la Culture français.

## Vie privée
En 1977, Elizabeth LeCompte commence une relation avec l'acteur Willem Dafoe. Ils ne se sont jamais mariés et mettent fin à leur relation en 2004 après 27 ans. Le couple a un fils, Jack, né en 1982.

## Voir également
- The Wooster Group